# Banski Dvori bombázása
Banski Dvori bombázása (horvátul: bombardiranje Banskih dvora) a jugoszláv légierő csapása volt a zágrábi Banski Dvori ellen, mely Horvátország elnökének hivatalos rezidenciája volt a horvát függetlenségi háború idején. A légicsapásra, a jugoszláv légierő számos célpont elleni támadása részeként 1991. október 7-én került sor a horvát fővárosban. A jelentések szerint Zágráb Tuškanac városrészében egy civil meghalt, négyen pedig megsérültek.
A támadás idején Franjo Tuđman horvát elnök, Stjepan Mesićcsel, a jugoszláv elnökség akkori elnökével és Ante Markovićcsal, Jugoszlávia akkori miniszterelnökével az épületben tartózkodott, de egyikük sem sérült meg a támadásban. Közvetlenül ezt követően Tuđman megjegyezte, hogy a támadásnak nyilvánvalóan az volt a célja, hogy Banski Dvorit, mint Horvátország államiságának székhelyét elpusztítsa. Marković Veljko Kadijević jugoszláv védelmi minisztert hibáztatta, aki tagadta a vádat, és azt állította, hogy az eseményt Horvátország rendezte meg. A támadás nemzetközi elítélést és Jugoszlávia elleni gazdasági szankciók megfontolását váltotta ki. Az elnöki rezidenciát azonnal átköltöztették az elnöki palotába, amely korábban Villa Zagorje néven volt ismert. A Banski Dvori jelentős károkat szenvedett, de kijavításuk csak 1995-ben kezdődött. Az épület később a horvát kormány székhelye lett.

## Előzmények
1990-ben a horvát szocialisták választási vereségét követően az etnikai feszültségek tovább fokozódtak Horvátországban. A Jugoszláv Néphadsereg (Jugoslovenska Narodna Armija – JNA) elkobozta Horvátország területvédelmi fegyvereit (Teritorijalna obrana – TO), hogy minimalizálja a lehetséges ellenállást. 1990. augusztus 17-én a fokozódó feszültség a horvátországi szerbek nyílt lázadásává fajult. A lázadás Dalmácia hátországának Knin körüli, túlnyomórészt szerbek lakta területein, valamint a Lika, Kordun, Banovina régiók és Kelet-Horvátország egyes részein zajlott. 1991 januárjában Szerbia Montenegró, valamint a szerbiai Vajdaság és Koszovó tartományok támogatásával kétszer is sikertelenül próbálkozott, hogy megszerezze a jugoszláv elnökség jóváhagyását a JNA bevetéséhez a horvát biztonsági erők leszerelésére.
A szerb felkelők és a horvát különleges rendőrség között márciusban vívott vértelen összecsapás után maga a JNA, Szerbia és szövetségesei támogatásával, kérte a szövetségi elnökséget, hogy adjon neki háborús jogosítványokat és hirdessen ki rendkívüli állapotot. A kérelmet 1991. március 15-én elutasították, és a JNA Slobodan Milošević szerb elnök irányítása alá került 1991 nyarán, amikor a jugoszláv szövetség szétesésnek indult. A hónap végére a konfliktus eszkalálódott, ami a háború első halálos áldozataihoz vezetett. A JNA ezután közbelépett, hogy támogassa a felkelőket, és megakadályozza a horvát rendőrség beavatkozását. Április elején a horvátországi szerb lázadás vezetői bejelentették, hogy az ellenőrzésük alatt álló területeket integrálják Szerbiával. Horvátország kormánya ezt az elszakadás aktusának tekintette.
1991 márciusára a konfliktus Horvátország függetlenségi háborújává fajult, majd 1991 júniusában, Jugoszlávia felbomlásával Horvátország kikiáltotta függetlenségét. A függetlenségi nyilatkozat három hónapos moratóriumot követően október 8-án lépett hatályba. A felfüggesztésre azért került sor, mert az Európai Gazdasági Közösség és az Európai Biztonsági és Együttműködési Konferencia azt javasolta, hogy ne ismerjék el Horvátországot független államként, mert fennáll a polgárháború lehetősége Jugoszláviában. A feszültség tovább eszkalálódott, amikor a Jugoszláv Néphadsereg és különböző szerb félkatonai csoportok mozgósítottak, mely végül horvát függetlenségi háborúvá fajult. Október 3-án a jugoszláv haditengerészet megújította Horvátország fő kikötőinek blokádját. Ez a lépés a hónapokig tartó patthelyzetet és a horvátországi jugoszláv katonai létesítmények elfoglalását követte. Ezeket az eseményeket ma a laktanyacsata néven ismerik. Ennek eredményeként a horvát hadsereg jelentős mennyiségű fegyvert, lőszert és egyéb felszerelést foglalt le, köztük 150 páncélost, 220 harckocsit és 400 db 100 milliméteres vagy nagyobb kaliberű tüzérségi eszközt, elfoglalt 39 laktanyát és 26 egyéb katonai létesítményt, köztük két kommunikációs központot és egy rakétabázist. Ez egybeesett a šibeniki csata végével is, amelynek során a jugoszláv erőknek nem sikerült elfoglalniuk a horvát partvonalat, hogy ezzel megpróbálják elvágni Dalmáciát Horvátország többi részétől.

## Figyelmeztetés a támadásra

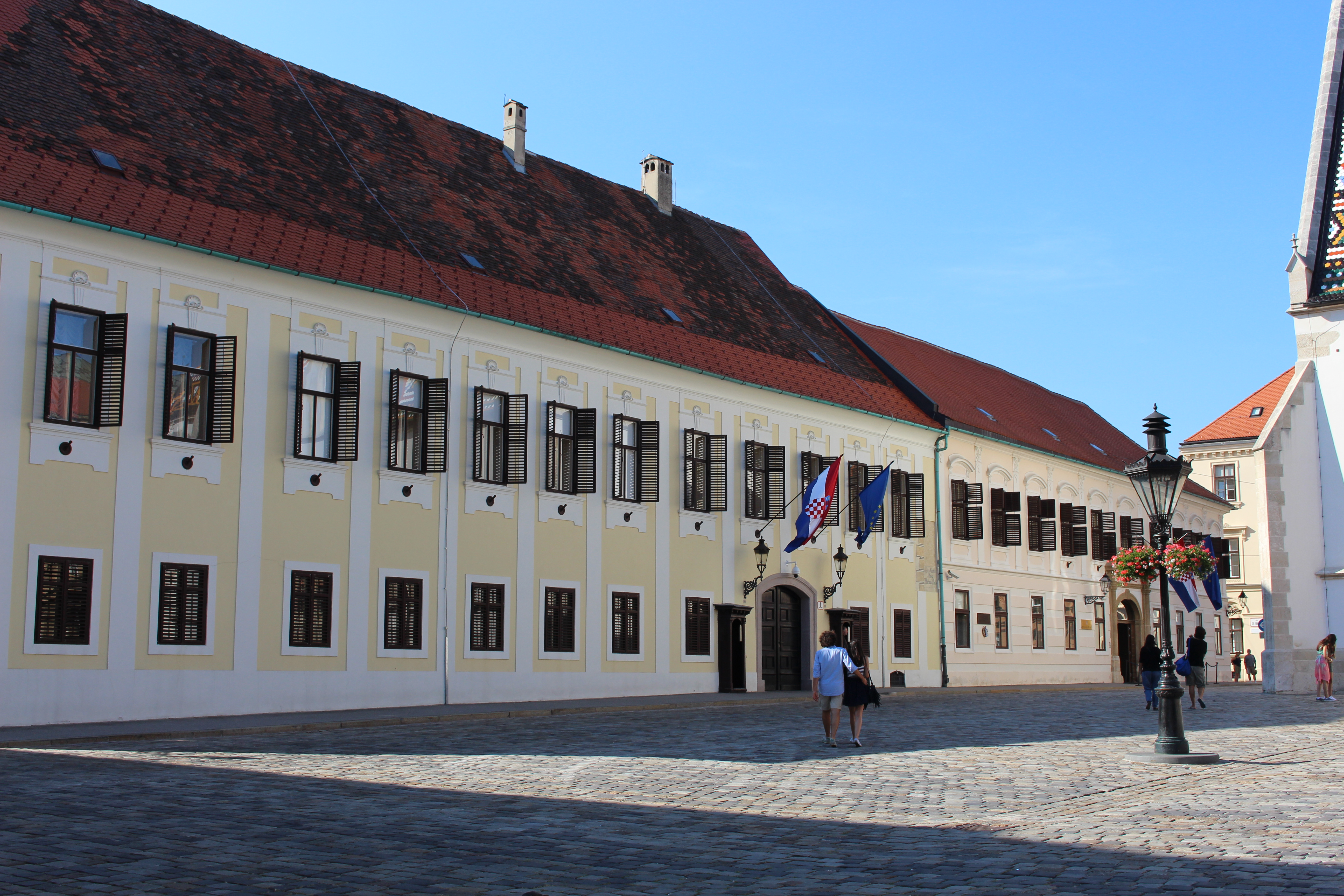
Banski Dvori épülettömbje Zágrábban

1990 augusztusában és 1991 júliusában a horvát hadsereget a Jugoszláv Légierő Željava légitámaszpontján működő forrása értesítette egy szigorúan titkos küldetésről, amelyet másnapra készítettek elő, de Martin Špegelj azt állítja, hogy az információkat a részletek hiánya miatt nem vették komolyan. Más források szerint a horvát biztonsági és hírszerző szolgálatok figyelmeztetést kaptak, és az információ forrása a Szovjetunió akkori elnöke, Mihail Gorbacsov volt. Október 6-ról 7-re virradó éjszaka éjfélkor a belgrádi szovjet nagykövet kormányzati utasítást kapott, hogy figyelmeztesse a horvát hadsereget Zágráb közelgő megtámadására.
Tuđman az éjszakát a Horvát Légierő és Légvédelem parancsnoki állomásán, a zágrábi Felsőváros alatt futó alagútban töltötte, ahol a jugoszláv repülőgépek mozgására vonatkozó információkat fogadták. Reggel Andrija Rašeta jugoszláv tábornok arról tájékoztatta a sajtót, hogy felettesei úgy dönthetnek, hogy megtámadják Zágrábot, hogy nyomást gyakoroljanak Tuđmanra. Október 7-én délelőtt három légiriadó is volt a városban, mert a Jugoszláv Légierő 30-40 harci repülőgépet vezényelt Zágráb térségébe, és a jugoszláv katonai bázisokról számos jelzés érkezett a közelgő légitámadásokról. A délelőtt folyamán a jugoszláv légierő repülőgépeinek felszállását figyelték meg a horvátországi Póla és Udbina, valamint a bosznia-hercegovinai Banja Luka közelében lévő bázisokról. A Željava légibázisról felszálló gépeket, feltehetően a térség alacsony felhőzete miatt nem észlelték. 13 óra 30 perckor a horvát hadsereg elfoglalt egy jugoszláv katonai kommunikációs központot és radar állást Velika Buna közelében, Zágrábtól délre, akadályozva ezzel a Jugoszláv Légierő irányítását a térségben lévő repülőgépek felett. Úgy gondolják, hogy az esemény befolyásolta Banski Dvori, a horvát elnök hivatalos rezidenciája elleni akció időpontját.

## A légitámadás
1991. október 7-én dél körül Tuđman a Banski Dvoriban találkozott Stjepan Mesićcsel, a jugoszláv államelnökség akkori elnökével és Ante Markovićcsal, Jugoszlávia akkori miniszterelnökével, akik mindketten horvátok voltak. A találkozó célja az volt, hogy rávegye Markovićot, hogy hagyja el a jugoszláv szövetségi kormány élén betöltött pozícióját, amit vonakodott megtenni, és megvitatni Horvátország függetlenségének szükségességét. Az ülést, amelyen az elnöki tanácsadók is részt vettek, az ebédidőben elnapolták. Tuđman, megpróbálva horvát származására utalni, újabb erőfeszítéseket tett Marković meggyőzésére. A desszert felszolgálása közben mindhárman elhagyták az ebédlőt, és bementek az elnöki irodába, hogy ott folytassák a megbeszélést. Miután Tuđman elhagyta a szobát, mindenki más követte.
Közvetlenül délután 3 óra után, percekkel az ebéd vége után, és két-három perccel azután, hogy mindenki elhagyta az ebédlőnek helyet adó termet a Jugoszláv Légierő megtámadta Banski Dvorit és más zágrábi célpontokat a Gradec, a Felsőváros, és a horvát főváros más részeinek területén. Zágrábot megközelítőleg 30 jugoszláv repülőgép támadta meg, de a felsővárosi rajtaütést csak két MiG–21-es vadászgép (nyolc 128 mm-es „Munja” rakétával) és két G–4 Super Galeb katonai repülőgép (egyenként két Mk 82 bombával) hajtotta végre. A Banski Dvori épületét az Mk 82-es bombák találták el, amelyeket közelségi detonátorral indítottak el a cél fölött, mely két közvetlen találatot eredményezett.
A támadás következtében a felsővárosi Tuškanac térségében egy civil vesztette életét, négyen megsebesültek, de a három vezető közül egyik sem sérült meg. A Banski Dvori homlokzata és szinte minden szobája megsérült, tetőszerkezetének egy része pedig megsemmisült. Az épületben és annak berendezésében okozott károk az első becslések szerint 2 és 3 millió USA-dollár között mozogtak. A Banski Dvori mellett a környéken más épületek is megsérültek. Ezek közé tartozott a horvát parlament épülete, a régi városháza,  Szent Márk-templom, a Történeti Múzeum, a Kulturális Műemlékek Intézete, valamint a környéken található lakóházak és irodák,  köztük a svájci konzul, Werner Mauner irodája is.

## Következmények
Egy televíziós riportban, amelyet röviddel a támadás után rögzítettek és sugároztak, Tuđman azt mondta, hogy úgy tűnik, hogy a támadás célja a Banski Dvori, mint a horvát államiság székhelye volt, mellyel az ország vezetését akarták lefejezni. A riportot az idegen megszállás megszüntetése és a nemzet újjáépítése melletti eltökélt nyilatkozattal zárta. Marković telefonált belgrádi irodájába, és a támadásért Veljko Kadijević jugoszláv védelmi minisztert hibáztatta. Követelte lemondását, azzal fenyegetőzve, hogy addig nem tér vissza Belgrádba, amíg Kadijević nem távozik. A jugoszláv védelmi minisztérium elhárította a vádat, azt állítva, hogy a támadást nem a központi parancsnokság engedélyezte, és arra utalt, hogy az akciót a horvát hatóságok rendezhették meg. A jugoszláv hadsereg később azt állította, hogy a horvát vezetés helyezett el plasztik robbanóanyagot Banski Dvoriba.
A kialakult helyzetre reagálva az amerikai konzulátus azt tanácsolta amerikai állampolgároknak, köztük az újságíróknak, hogy hagyják el Horvátországot. Az Egyesült Államok Külügyminisztériuma bejelentette, hogy fontolóra veszi gazdasági szankciók bevezetését Jugoszlávia ellen. Németország elítélte és barbárnak nevezte a támadást, melyért a jugoszláv hadsereget hibáztatta.
1991. október 8-án, a függetlenségi nyilatkozat moratóriumának lejártával a horvát parlament minden fennmaradó kapcsolatot megszakított Jugoszláviával. Ez a bizonyos parlamenti ülés a közelmúltbeli légitámadás által kiváltott biztonsági aggályok miatt az INA épületében volt a zágrábi Šubićeva utcában, ugyanis félő volt, hogy a jugoszláv légierő megtámadhatja a parlament épületét.
A bombázást követően Horvátország elnökének rezidenciáját a Banski Dvoriból a Pantovčak területére, a korábban „Villa Zagorje” néven ismert elnöki palotába helyezték át. A Banski Dvori javítására szánt pénzeszközöket 1995-ben hagyták jóvá,, és az épület a horvát kormány hivatalos rezidenciája lett. A bombatámadás emlékére 20 évvel a támadás után, 2011-ben, a Banski Dvori homlokzatán táblát helyeztek el. A támadásról a Zágrábi Városi Múzeum is megemlékezik, mivel az esemény szerepel a „Zágráb a Független Horvátországban” gyűjtemény állandó kiállításán.

### Könyvek és szakcikkek
- Mass killing and genocide in Croatia 1991–92 : a book of evidence, based upon the evidence of the Division of Information, the Ministry of Health of the Republic of Croatia. Hrvatska Sveučilišna Naklada (1993). OCLC 28889865
- Eastern Europe and the Commonwealth of Independent States. London, England: Taylor & Francis (1999). ISBN 978-1-85743-058-5
- Radović, Darja (1993). „Report on the air raid on Zagreb-Gornji grad (the Upper Town) on October 7th 1991”. Radovi Instituta Za Povijest Umjetnosti 17 (1), Kiadó: Institut za povijest umjetnosti. ISSN 0350-3437. (Hozzáférés: 2018. november 19.)
- Špegelj, Martin. Sjećanja vojnika (horvát nyelven). Zagreb, Croatia: Znanje (2001). ISBN 9789531952064

Tudósítások
- „21. obljetnica raketiranja: Gorbačov spasio Tuđmana, Mesića i Markovića od atentata!”, Jutarnji list, 2012. október 7.. [2012. november 15-i dátummal az eredetiből archiválva] (horvát nyelvű)
- Barbari su pokušali obezglaviti Hrvatsku, a postigli su suprotno – još veće jedinstvo hrvatskog naroda! (horvát nyelven). Index.hr, 2012. október 7. [2013. december 1-i dátummal az eredetiből archiválva].
- Boroš, Dražen. „Dvadeset godina slobodne Hrvatske”, Glas Slavonije, 2011. október 8. (horvát nyelvű)
- Državni vrh srećom preživio raketiranje Banskih dvora (horvát nyelven). Nova TV, 2009. október 7. [2012. március 9-i dátummal az eredetiből archiválva].
- „Gorbachev tells Yugoslavs to end attack”, The Washington Post, Boca Raton News, 1991. október 8.
- Ivanković, Davor. „Tuđmana spasila dojava, JNA ga gađala američkim bombama”, Večernji list, 2012. október 7.. [2012. november 5-i dátummal az eredetiből archiválva] (horvát nyelvű)
- Krajač, Tatjana: Da sam poginuo naslijedio bi me Srbin veći od svakog Srbina (horvát nyelven). Nova TV, 2011. október 7. [2012. október 14-i dátummal az eredetiből archiválva].
- Moseley, Ray. „Croatian Capital Hit By Missiles”, Chicago Tribune, 1991. október 8.. [2013. december 1-i dátummal az eredetiből archiválva]
- Magas, Branka. „Obituary: Franjo Tudjman”, The Independent, 1999. december 13.. [2012. november 10-i dátummal az eredetiből archiválva] (Hozzáférés: 2011. október 17.)
- Na današnji dan raketirani Banski dvori: Tuđman, Mesić i Marković slučajno izbjegli atentat (horvát nyelven). Nova TV, 2012. október 7. [2012. október 9-i dátummal az eredetiből archiválva].
- Nezirović, Vanja. „Ne dolazi u obzir da se odreknemo Pantovčaka”, Jutarnji list, 2009. augusztus 25.. [2013. december 1-i dátummal az eredetiből archiválva] (horvát nyelvű)
- Obljetnica raketiranja Banskih dvora (horvát nyelven). Horvát Rádió és Televízió, 2012. október 7. [2013. február 17-i dátummal az eredetiből archiválva]. (Hozzáférés: 2012. október 7.)
- Ožegović, Nina: Prije je krađa u Banskim dvorima bila nemoguća: na ulazu su se strogo kontrolirali svi, od službenika i novinara do ministara (horvát nyelven). Nacional (hetilap), 2003. április 8. [2013. december 3-i dátummal az eredetiből archiválva].
- „Otkrivena spomen-ploča ispred Banskih dvora, Mesić i Marković nisu bili pozvani”, Novi list, 2012. október 8.. [2012. január 15-i dátummal az eredetiből archiválva] (horvát nyelvű)
- Riding, Alan. „Europeans Warn on Yugoslav Split”, The New York Times, 1991. június 26.. [2013. december 1-i dátummal az eredetiből archiválva]
- Starcevic, Nesha: Yugoslav Warplanes Attack Zagreb, Nearly Hit Politicians. Associated Press, 1991. október 7. [2012. október 9-i dátummal az eredetiből archiválva].
- Sudetic, Chuck. „Croatia's Serbs Declare Their Autonomy”, The New York Times, 1990. október 2.. [2012. november 12-i dátummal az eredetiből archiválva] (Hozzáférés: 2010. december 11.)
- Sudetic, Chuck. „2 Yugoslav States Vote Independence To Press Demands”, The New York Times, 1991. június 26.. [2012. november 10-i dátummal az eredetiből archiválva]
- Sudetic, Chuck. „Army Rushes to Take a Croatian Town”, The New York Times, 1991. november 4.. [2012. július 29-i dátummal az eredetiből archiválva]
- Sudetic, Chuck. „Navy Blockade of Croatia Is Renewed”, The New York Times, 1991. október 3.. [2013. június 14-i dátummal az eredetiből archiválva]
- Williams, Carol J.. „Croatia Leader's Palace Attacked”, Los Angeles Times, 1991. október 8.. [2013. október 22-i dátummal az eredetiből archiválva]
- „Yugoslav Planes Attack Croatian Presidential Palace”, The New York Times, 1991. október 8.. [2013. október 17-i dátummal az eredetiből archiválva]
- Žabec, Krešimir. „Tus, Stipetić, Špegelj i Agotić: Dan prije opsade Vukovara Tuđman je Imri Agotiću rekao: Rata neće biti!”, Jutarnji list, 2011. május 25.. [2012. április 21-i dátummal az eredetiből archiválva] (horvát nyelvű)

Egyéb források
- 44. Zagreb in Independent Croatia. Zágráb Városi Múzeum. [2013. június 23-i dátummal az eredetiből archiválva].
- Lovac presretač MiG-21 (szerb nyelven), 2004. [2012. április 10-i dátummal az eredetiből archiválva].
- Ceremonial session of the Croatian Parliament on the occasion of the Day of Independence of the Republic of Croatia. Official web site of the Croatian Parliament. Sabor, 2004. október 7. [2012. március 14-i dátummal az eredetiből archiválva]. (Hozzáférés: 2012. október 7.)
- Govor predsjednika Hrvatskog sabora Luke Bebića povodom Dana neovisnosti (horvát nyelven). Sabor, 2008. október 7. [2013. december 1-i dátummal az eredetiből archiválva].
- Horvát Parlament (1991. október 8.). „Odluka, Klasa: 021-03/91-05/07” (horvát nyelven). Narodne novine 1991 (53).
- Political Structure. Horvát Kormány, 2007. május 6. [2013. szeptember 20-i dátummal az eredetiből archiválva].
- The Release of the Barracks. 20 Years of the Croatian Armed Forces. Hrvatski vojnik. [2012. október 8-i dátummal az eredetiből archiválva]. (Hozzáférés: 2012. október 12.)

## Fordítás
Ez a szócikk részben vagy egészben  a   Bombing of the Banski Dvori című angol Wikipédia-szócikk ezen változatának fordításán alapul.  Az eredeti cikk szerkesztőit annak laptörténete sorolja fel. Ez a jelzés csupán a megfogalmazás eredetét és a szerzői jogokat jelzi, nem szolgál a cikkben szereplő információk forrásmegjelöléseként.